# Новопокровский собор (Брянск)
Новопокро́вский собо́р (официально — Покровский собор; название «Новопокровский» использовалось для отличия от старого Покровского собора) — центральный городской собор города Брянска конца XIX — начала XX века. Разрушен в 1968 году.

## Расположение
Собор располагался на центральной городской площади (Соборная, ныне Набережная), на правом берегу реки Десны, несколько западнее нынешнего концертного зала «Дружба», и хорошо просматривался с обеих сторон в перспективе улицы Московской (ныне Калинина), которая делала здесь небольшой изгиб. Собор возвышался на холме высотой 5 саженей (около 11 метров), где прежде стоял древний Спасо-Поликарпов монастырь.

## История

### Постройка
Постройка собора была начата в 1862 году на месте разобранной Преображенской церкви упразднённого Спасо-Поликарпова монастыря (которая с 1798 года считалась главным храмом города и также именовалась Покровским собором) и велась на средства брянского городского головы, купца Н. А. Вязьмитина. На время строительства, соборным храмом был определён стоявший рядом Рождество-Богородицкий храм того же бывшего монастыря.
16 июля 1875 года в Брянске произошёл крупный пожар, уничтоживший значительную часть города (даже каменные строения получили серьёзные повреждения). Сгорел и обрушился деревянный купол возводимого собора, постройка которого близилась к завершению. Однако уже в 1876 году был освящён правый придел — во имя Святителя и Чудотворца Николая, а в 1879 году — левый придел, во имя святого Великомученика Иоанна Воина; тогда же было устроено и отопление храма.
Дальнейшее строительство собора замедлилось в связи со смертью главного жертвователя — купца Н. А. Вязьмитина, который, тем не менее, завещал на достройку собора значительный капитал. Лишь в 1897 году был освящён главный, средний престол собора — во имя Преображения Господня. В этом же году была окончена постройка трёхпрестольного мраморно-мозаичного иконостаса, который обошёлся в 40 тысяч рублей и создавался в течение двух лет академиком живописи Виктором Дормидонтовичем Фартусовым. На средства родственников приснопамятного строителя собора была установлена мраморная плита, на которой золотыми буквами вырезана следующая надпись:
Сей св. храм, начатый постройкой в 1862 г. старанием и средствами бывшего церковного старосты, Брянского купца Николая Алексеевича Вязьмитина, и на изысканные им средства устроены мраморно-мозаичные иконостасы работы Академика Фартусова и освящены 1 ноября 1897 г. День кончины Вязьмитина 9 января 1879 г.

### Владения собора
Собору принадлежал ряд расположенных рядом строений, возведённых одновременно с ним или чуть позднее: три дома для священнослужителей, каменное здание женской церковно-приходской школы, каменный двухэтажный дом для духовной библиотеки и читальни, и 18 каменных лавок.
В январе 1906 года при соборе было устроено древлехранилище, где среди прочих реликвий, собираемых со всего уезда, хранился железный крест от вериг, по легенде, самого Поликарпа Брянского (по оценке профессора И. Е. Евсеева, датируемый XV веком). Мощи Поликарпа Брянского, по преданию, почивали в земле близ левой (северной) стены Собора.
Приход нового собора состоял из жителей пригородных деревень Карачижа и Тимоновки, а также нескольких городских кварталов в самом Брянске. На начало XX века, общее число прихожан составляло около 3 тысяч. Из собора ежегодно проводилось до 6 крестных ходов.

### Использование здания в советское время
После образования в апреле 1920 года Брянской губернии, в декабре того же года была восстановлена и самостоятельная Брянская епархия. На непродолжительное время Покровский собор стал кафедральным; здесь проводились съезды духовенства новой епархии.
В 1924 году Собор был закрыт как «вредный очаг сосредоточения контрреволюционного элемента». Изделия из драгоценных металлов были отправлены в металлический отдел Наркомфина; предметы, имеющие художественно-историческую ценность, — переданы губернскому музею, а церковная утварь — роздана общинам различных брянских храмов. С 1925 года в здании собора разместился Народный дом (клуб) имени 25 октября (в 1929 при нём открыли антирелигиозный музей), в 1930-е годы преобразованный в кинотеатр «Октябрь».
Собор сильно пострадал в годы Великой Отечественной войны, и городские власти не спешили его восстанавливать. Вплоть до 1968 года аварийное здание стояло без какого-либо ремонта. От сноса его временно спасало и то, что собор было довольно новым и добротно построенным.

### Ликвидация здания
Новая кампания по борьбе с религией, прокатившаяся по стране в 1960-е годы, окончательно решила судьбу собора: горсовет принял решение о сносе здания посредством взрыва, который назначили на раннее утро субботы, 20 июля 1968 года.
Предварительно в кирпичной кладке собора пробурили шпуры диаметром 43 мм и длиной от 0,5 до 2 метров. Таких отверстий было сделано 1160; в них заложили около 400 килограммов взрывчатки. Даже опытным специалистам управления «Союзвзрывпром» работа по уничтожению остатков Новопокровского собора представлялась сложной: кирпичная стена двухметровой толщины могла, обрушившись с высоты насыпного холма, завалить обломками дорогу, повредить троллейбусную контактную и осветительную сеть. Жителей ближайших домов временно эвакуировали, окна закрыли дощатыми щитами. Площадь была оцеплена милицией.
В 4 часа 12 минут в небо взлетели красные ракеты. Через пять минут после сигнала готовности раздался взрыв. Здание сначала словно приподнялось, а потом рухнуло, подняв облако пыли. В целом операция прошла без осложнений, если не считать выбитых взрывом стёкол в магазине на противоположной стороне улицы.
В среде горожан ходили разговоры, что накануне взрыва, 19 июля, первому секретарю обкома КПСС из Москвы поступила телеграмма с требованием не взрывать собор. Но руководители области решили сделать вид, что узнали о телеграмме днём позже, когда храм будет лежать в руинах.
Холм, на котором стоял собор, вскоре был срыт до основания, что позволило спрямить улицу Калинина. За счёт образовавшегося пустыря на некоторое время был расширен существовавший по соседству рынок, а в 1980-х годах здесь был сооружён концертный зал «Дружба» (открыт к 1000-летию города, в 1985 году).
В 2002 году, в память о снесённом соборе, рядом с концертным залом была построена часовня в честь Покрова Пресвятой Богородицы.

## Интересные факты
- В этом соборе, именовавшемся Покровским, никогда не было престола в честь Покрова Пресвятой Богородицы. По этой причине в некоторых публикациях собор, по главному престолу, назван Преображенским[8].
- В апреле 1898 года в Брянск на поклонение мощам преподобного Поликарпа и для осмотра знаменитого мозаичного иконостаса Фартусова в Новопокровском соборе приезжал великий князь Сергей Александрович Романов — дядя Николая II и брат Александра III.[9]